# 19세기

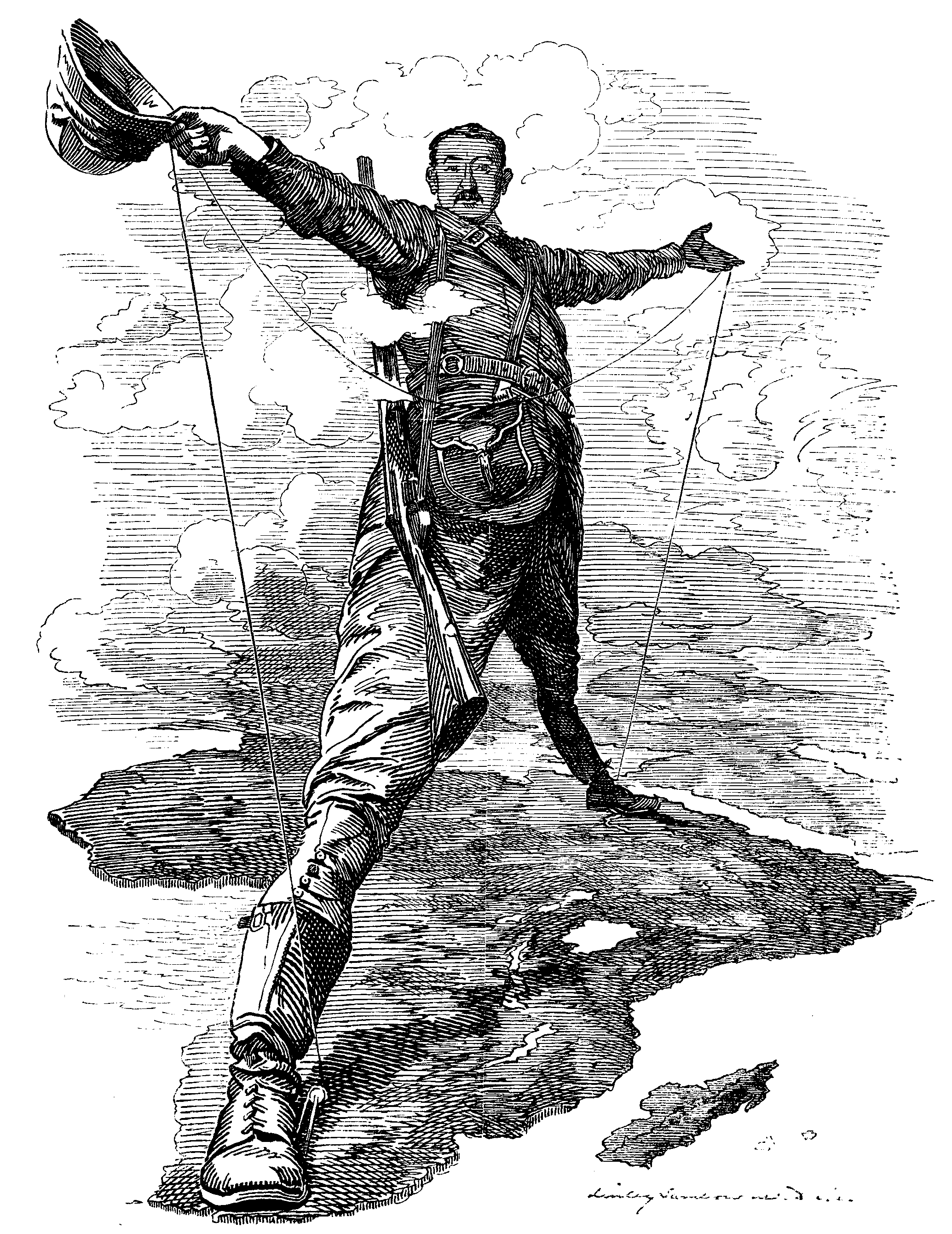
세실 존 로드의 케이프-카이로 철도 계획을 풍자한 그림. 영국의 아프리카 남북 분할의 상징이다.

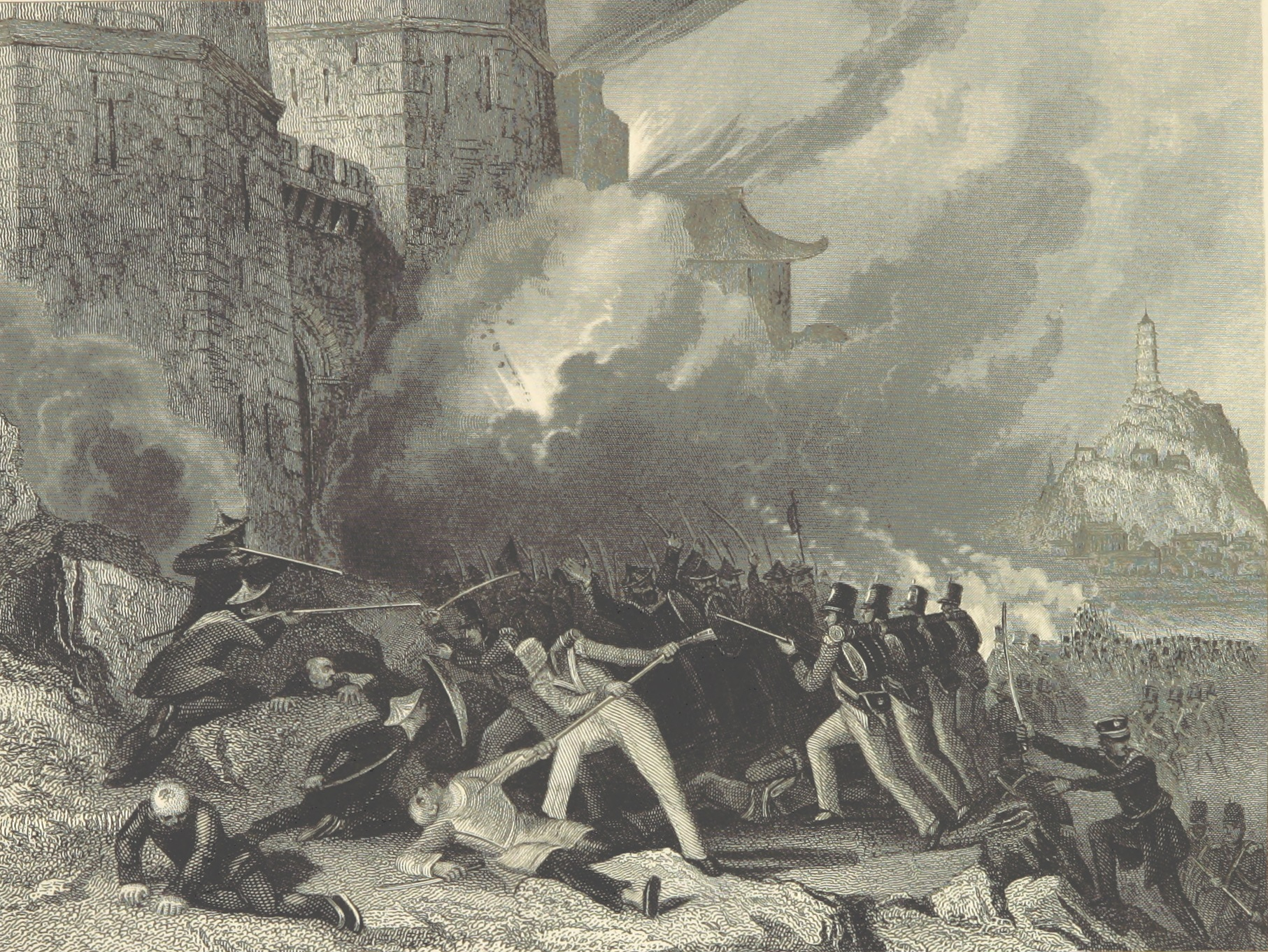
제1차 아편 전쟁의 전투기록화

19세기(19世紀, 영어: 19th century)는 1801년부터 1900년까지의 기간이다. 19세기 동안 세계는 제국주의가 팽배하면서 여러 서구 열강들이 세계 곳곳을 점령하여 식민지로 삼았다. 이전 시기부터 진행되어 온 서구 열강의 제국주의는 19세기에 전 세계로 확대되었는데, 1884년 벨기에의 국왕이 주최한 베를린 회의에서 아프리카의 각지를 유럽 열강들의 식민지로 삼기로 결정한 아프리카 분할이 대표적인 사례이다. 19세기 세계적인 제국으로는 대영 제국, 러시아 제국, 독일 제국 등이 있었으며, 공화국이었던 프랑스와 미국 역시 제국주의적인 정책을 펼쳤다. 프랑스는 1885년 프랑스령 인도차이나를 세워 지금의 라오스, 베트남, 캄보디아 지역을 식민 지배하였다. 미국은 1898년 필리핀-미국 전쟁을 벌이고 필리핀을 식민지로 삼았다.
워털루 전쟁 종전 직후 유럽을 중심으로한 서구 열강의 제국주의 확대에 따라 세계 각지의 전통적인 국가들은 몰락하였다. 아프리카에 있던 이페, 에티오피아, 만딩고 제국, 송가이 제국, 다호메이, 콩고 왕국, 모노모타바 왕국, 보르누 왕국과 같은 여러 나라들은 식민지로 전락하였고, 동아시아의 전통적인 제국이었던 청나라는 본격 서구 열강의 침입을 받기 시작하였으며, 아편 전쟁 이후 반식민지 상태에 빠지게 되었다. 일본은 1853년에 우라가 앞바다에 나타난 매슈 페리가 이끈 미국 해군 함대인 흑선의 등장 이후 미국과 불평등 조약인 가나가와 조약을 맺었고, 이후 메이지 유신으로 도쿠가와 막부가 붕괴된 이후 스스로 제국주의를 표방하고 일본 제국을 수립하였다.
한국의 역사에서 19세기는 조선의 순조부터 대한제국의 고종에 이르는 시기이다. 정조의 사망으로 1800년 순조가 11세의 나이로 왕위에 오르자 영조의 계비인 정순왕후가 수렴청정을 하였다. 정순황후는 노론 벽파에 속하였으며, 정치적 입지 강화를 위해 당시 남인 사이에 서학이라는 이름으로 전파되고 있던 천주교를 박해하여 신유사옥이 일어났다. 순조는 1804년부터 친정을 하였으며 정순왕후의 세력을 견제하고자 노론 시파인 김조순의 딸을 왕비로 맞이하였고, 이후 안동 김씨, 풍양 조씨 등이 비변사를 장악하여 세도정치가 이루어졌다. 이후 헌종, 철종 시기에 이르기까지 세도정치가 계속되었다. 19세기 조선은 지역 차별과 삼정의 문란 등으로 인해 각종 민란이 끊이지 않았다. 1811년 일어난 홍경래의 난은 서북 지역에 대한 차별이 주요 원인이었고, 이 외에도 가혹한 수탈을 견디지 못한 농민들이 산으로 숨어 화전민이 되거나, 심할 경우 명화적이나 수적이 되는 일이 많았다. 조선 후기 민란은 전국 각지에서 일어났으며, 특히 1862년 삼남지방의 임술농민항쟁은 매우 큰 사회적 충격을 가져왔다. 1863년 철종이 후사없이 사망하자 인조의 후손인 고종이 즉위하였다. 즉위 초기에는 흥선대원군이 섭정을 하였으나, 일본의 대정봉환에 따른 국교 수립 요청과 운요호 사건 이후 강화도 조약 체결을 즈음하여 친정을 하였다. 1897년 고종은 국호를 대한제국으로 바꾸고 황제로 즉위하여 연호를 광무라 하였다.
한편, 19세기는 과학의 여러 분야에서 중요한 발견이 이루어진 시기이기도 하다. 찰스 다윈은 1859년 《종의 기원》을 발표하여 생물 진화의 사실을 제시하고, 진화의 원인으로 자연 선택을 제시하였다. 루이 파스퇴르는 1861년 《자연발생설 비판》을 출간하여 발효와 부패는 미생물에 의한 것임을 증명하였고, 백신을 통한 전염병 예방법을 확립하였다. 생물학의 발전에 힘입어 서양의 의학역시 발전하여 사망률이 감소함에 따라 인구가 증가하였다. 유럽의 인구는 19세기 동안 2억여 명에서 4억여 명으로 두 배가 되었다. 물리학 분야에서는 제임스 클러크 맥스웰이 맥스웰 방정식을 수립하여 전기와 자기가 동일한 현상임을 입증하고 전자기 복사를 예견하였다. 조사이어 윌러드 기브스는 열역학의 여러 법칙의 확립에 기여하였다. 그가 도입한 기브스 자유 에너지 개념은 오늘날에도 중요한 기초 과학 법칙으로 사용되고 있다.
19세기에는 여러 새로운 사상이 출현하였다. 허버트 스펜서 등의 사회진화론 주장자들은 다윈의 자연선택 개념을 왜곡하여 사회에 도입하는 적자생존 논리로 유럽 열강의 제국주의를 옹호하기도 하였다. 이러한 사회진화론은 서구 열강의 식민지배를 적극 옹호하는 이론으로 사용되었다. 영국의 러디어드 키플링은 백인의 짐이라는 시를 발표하여 서구의 제국주의가 인류 역사에 대한 의무를 다하는 것이라고까지 하였다. 한편, 카를 마르크스와 프리드리히 엥겔스는 《공산당 선언》과 《자본론》을 출간하여 이후 사회주의와 공산주의에 큰 영향을 주었다. 마르크스의 작업은 그의 사상에 대한 찬반 여부를 떠나 사회학의 기초를 마련했다는 평가를 받는다. 이 외에도 19세기에는 오늘날에도 주목 받고 있는 많은 철학자들이 독특한 사상을 발표하였다. 쇠렌 키르케고르, 프리드리히 니체, 아르투어 쇼펜하우어와 같은 철학자들이 대표적이다.

## 시대
- 산업혁명 시대
- 유럽의 제국주의 시대
  - 영국 - 빅토리아 시대
  - 프랑스 - 부르봉 왕정복고, 7월 왕정, 프랑스 제2공화국, 프랑스 제2제국, 프랑스 제3공화국
  - 독일 - 독일 제국
  - 러시아 - 러시아 제국
- 아프리카 북부와 중동 - 오스만 제국 시대
- 중국 - 청나라 시대
- 일본 - 에도 시대, 메이지 시대
- 한국 - 조선 시대

## 주요 사건
- 1801년 - 조선에서 신유박해가 일어남.
- 1804년 - 나폴레옹이 프랑스제국의 황제가 되다.
- 1811년 - 조선에서 홍경래의 난이 일어남.
- 1814년 - 나폴레옹이 몰락하다.
- 1815년 - 나폴레옹이 엘바섬에서 탈출해 백일천하하였지만 워털루전투에서 패배 후 세인트헬레나로 유배가다.
- 1818년 - 쇼펜하우어 《의지와 표상으로서의 세계》 출간.
- 1830년 - 프랑스에서 7월 혁명이 일어나다.
- 1832년 - 프랑스에서 6월봉기가 일어나다.
- 1839년 - 청 - 영국 사이에 제1차 아편 전쟁이 일어남.
- 1842년 - 청 - 영국 사이에 난징 조약 체결.
- 1844년 - 새뮤얼 모스가 모스 부호를 사용하는 모스 통신기를 발명.
- 1848년 - 나폴레옹3세가 나폴레옹의 조카임을 자처하며 국민투표로 대통령이 되다.
- 1853년 - 미국 - 도쿠가와 막부 사이에 가나가와 조약 체결.
- 1853년 - 러시아 제국과 영국, 프랑스, 사르데냐 왕국, 오스만 제국 연합군 사이에 크림 전쟁이 일어남.
- 1856년 - 제2차 아편 전쟁이 일어남.
- 1859년 - 찰스 다윈 《종의 기원》 출간.
- 1861년 - 루이 파스퇴르 《자연발생설 비판》출간.
- 1861년 - 미국의 북부와 남부 사이의 내전인 미국 남북 전쟁이 일어남.
- 1862년 - 조선에서 임술농민봉기가 일어남.
- 1866년 - 조선 - 프랑스 사이에 병인양요가 일어남.
- 1867년 - 일본 대정봉환으로 막부 정치 붕괴.
- 1870년 - 프랑스와 프로이센 사이에 프로이센-프랑스 전쟁이 일어남.
- 1871년 - 파리 코뮌이 결성되나 진압됨.
- 1871년 - 미국 - 조선 사이에 신미양요가 일어남.
- 1871년 - 빌헬름 1세, 베르사유 궁전 거울의 방에서 독일 제국 선포.
- 1873년 - 제임스 맥스웰 《전자기론》출간.
- 1876년 - 조선 - 일본 사이에 강화도조약 체결.
- 1876년 - 미국 - 조선 사이에 조미 수호 통상 조약 체결.
- 1882년 - 조선에서 임오군란이 일어남.
- 1884년 - 조선에서 갑신정변이 일어남.
- 1885년 - 프랑스가 프랑스령 인도차이나를 세워 라오스, 베트남, 캄보디아를 식민지로 삼음.
- 1884년 - 조선에서 고부농민봉기가 일어남.
- 1889년 - 청나라의 국기가 황룡기로 채택됨
- 1897년 - 고종이 대한제국의 황제로 즉위.
- 1898년 - 필리핀 - 미국 사이에 필리핀-미국 전쟁이 일어나 필리핀이 미국의 식민지가 됨.
- 1899년 - 대한제국 경인선 개통.
- 1900년 - 타카미네 조이치(高峰 譲吉)가 아드레날린을 발견.

## 주요 인물
- 김옥균 (1851년 - 1894년)
- 나쓰메 소세키 (1867년 - 1916년)
- 니콜라 테슬라 (1856년 - 1943년)
- 대한제국 고종 (1852년 - 1919년)
- 라마 5세 (1853년 - 1910년)
- 레프 톨스토이 (1828년 - 1910년)
- 로베르트 슈만 (1810년 - 1856년)
- 루이 파스퇴르 (1822년 - 1895년)
- 마리 퀴리 (1867년 - 1934년)
- 명성황후 (1851년 - 1895년)
- 메이지 천황 (1852년 - 1912년)
- 벤저민 디즈레일리 (1804년 - 1881년)
- 빅토리아 (1819년 - 1901년)
- 빈센트 반 고흐 (1853년 - 1890년)
- 쇠렌 키르케고르 (1813년 - 1855년)
- 시어도어 루스벨트 (1858년 - 1919년)
- 아르투어 쇼펜하우어 (1788년 - 1860년)
- 안토닌 드보르자크 (1841년 - 1904년)
- 알렉산드르 2세 (1818년 - 1881년)
- 알프레드 노벨 (1833년 - 1896년)
- 에바리스트 갈루아 (1811년 - 1832년)
- 에이브러햄 링컨 (1809년 - 1865년)
- 오토 폰 비스마르크 (1815년 - 1898년)
- 요하네스 브람스 (1833년 - 1897년)
- 율리시스 그랜트 (1822년 - 1885년)
- 위안스카이 (1859년 - 1916년)
- 윌리엄 글래드스턴 (1809년 - 1898년)
- 이점바드 킹덤 브루넬 (1806년 - 1859년)
- 이토 히로부미 (1841년 - 1909년)
- 제임스 맥스웰 (1831년 - 1879년)
- 존 데이비슨 록펠러 (1839년 - 1937년)
- 주세페 가리발디 (1807년 - 1882년)
- 지그문트 프로이드 (1856년 - 1939년)
- 찰스 다윈 (1809년 - 1882년)
- 카밀로 카보우르 (1810년 - 1861년)
- 카를 마르크스 (1818년 - 1883년)
- 토머스 에디슨 (1847년 - 1931년)
- 페르디낭 드 레셉스 (1805년 - 1894년)
- 펠릭스 멘델스존 (1809년 - 1847년)
- 폴 고갱 (1848년 - 1903년)
- 표도르 도스토옙스키 (1821년 - 1881년)
- 표트르 차이콥스키 (1840년 - 1893년)
- 프란츠 슈베르트 (1797년 - 1828년)
- 프레데리크 쇼팽 (1810년 - 1849년)
- 프리드리히 니체 (1844년 - 1900년)
- 프리드리히 엥겔스 (1820년 - 1895년)
- 플로렌스 나이팅게일 (1820년 - 1910년)
- 호세 리살 (1861년 - 1896년)
- 홍수전 (1814년 - 1864년)
- 흥선대원군 (1820년 - 1898년)

## 년대와 년도
| 1790년대 | 1790 | 1791 | 1792 | 1793 | 1794 | 1795 | 1796 | 1797 | 1798 | 1799 |
| 1800년대 | 1800 | 1801 | 1802 | 1803 | 1804 | 1805 | 1806 | 1807 | 1808 | 1809 |
| 1810년대 | 1810 | 1811 | 1812 | 1813 | 1814 | 1815 | 1816 | 1817 | 1818 | 1819 |
| 1820년대 | 1820 | 1821 | 1822 | 1823 | 1824 | 1825 | 1826 | 1827 | 1828 | 1829 |
| 1830년대 | 1830 | 1831 | 1832 | 1833 | 1834 | 1835 | 1836 | 1837 | 1838 | 1839 |
| 1840년대 | 1840 | 1841 | 1842 | 1843 | 1844 | 1845 | 1846 | 1847 | 1848 | 1849 |
| 1850년대 | 1850 | 1851 | 1852 | 1853 | 1854 | 1855 | 1856 | 1857 | 1858 | 1859 |
| 1860년대 | 1860 | 1861 | 1862 | 1863 | 1864 | 1865 | 1866 | 1867 | 1868 | 1869 |
| 1870년대 | 1870 | 1871 | 1872 | 1873 | 1874 | 1875 | 1876 | 1877 | 1878 | 1879 |
| 1880년대 | 1880 | 1881 | 1882 | 1883 | 1884 | 1885 | 1886 | 1887 | 1888 | 1889 |
| 1890년대 | 1890 | 1891 | 1892 | 1893 | 1894 | 1895 | 1896 | 1897 | 1898 | 1899 |
| 1900년대 | 1900 | 1901 | 1902 | 1903 | 1904 | 1905 | 1906 | 1907 | 1908 | 1909 |

## 같이 보기
- 19세기 열강들의 국제관계(영어판)
- 3C 정책 - 영국
  - 아프리카 종단 정책 - 3C 정책중 아프리카 대륙에 대한 부분정책
- 3B 정책 - 독일
- 아프리카 횡단 정책 - 프랑스